# Schoenoplectus smithii
Schoenoplectus smithii är en halvgräsart som först beskrevs av Asa Gray, och fick sitt nu gällande namn av Jiří Soják. Schoenoplectus smithii ingår i släktet sävsläktet, och familjen halvgräs.

## Underarter
Arten delas in i följande underarter:
- S. s. levisetus
- S. s. setosus
- S. s. smithii